# Manannan

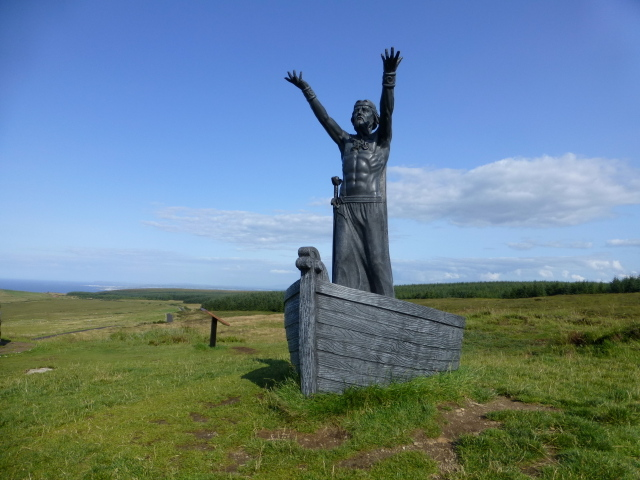
Moderne Skulptur

Manannan mac Lir [ˈmananaːn mak Lʴirʴ] ist eine Sagengestalt in der keltischen Mythologie Irlands. Er galt als der Sohn des Meeres Lir und Lokalgeist oder Verkörperung der Isle of Man (altirisch Mana, Genitiv Manann). Beinamen sind Lodan und Oirbsen. Als Lodan ist er der Vater der Göttin Macha, als Oirbsen ist er der Geist des Sees Loch Oirbsen in Irland. Seine walisische Entsprechung ist Manawyddan.

## Mythologie
Manannan mac Lir tritt in unterschiedlichsten Gestalten und Verkleidungen mit den Menschen Irlands in Kontakt, als blondgelockter Mann, der auf einem Wagen über das Meer gleitet, als riesenhafter Schmied Culann oder in Gestalt eines Gauklers. Er gilt neben Tethra als Beherrscher von Mag Mell („Ebene der Freude“), die auch Tir na nOg („Land der Jugend“) genannt wird, und über die „Gesegneten Inseln“. Seine Tochter hier ist Niamh.
In jüngeren Erzählungen wird er den Túatha Dé Danann zugezählt, die er beim Fest Goibnius mit dem Fleisch seiner immerwährenden magischen Schweine versorgt, das für Unsterblichkeit und Unsichtbarkeit sorgt.
Seine Gattin ist Fand oder Fann, die Schwester des Angus, sein Sohn ist Gaiar (oder Gaidiar), Cormac und Lugh gelten als seine Adoptivsöhne. Er besitzt eine Reihe magischer Gegenstände: ein Schiff, das kein Segel braucht, einen Umhang, der ihn unsichtbar macht und ein Schwert, das nie sein Ziel verfehlt. Manannans Pferd Aonbharr erbitten sich die Söhne des Tuirenn ebenso wie seinen Streitwagen, damit sie Lughs Aufgabe zur Buße an dem Mord Cians bewältigen können. Beide bewegen sich über das Wasser, als ob es fester Untergrund wäre. An Cormac gab Manannan den magischen Pokal der Wahrheit. In der Erzählung Compert Mongáin ocus serc Duibe Lacha do Mongán („Mongáns Zeugung und Mongáns Liebe zu Dub Lacha“) wird berichtet, wie er mit König Fíachna Finns Gattin Cáintigern den späteren Ulster-König Mongán zeugt, diesen entführt und selbst erzieht.
Als Manannan seine Frau Fand verlässt, verliebt diese sich in den sterblichen Helden Cú Chulainn (siehe Serglige Con Chulainn ocus oenét Emire „Cú Chulainns Krankenlager und die einzige Eifersucht Emers“). Sie bringt ihn durch ihre Schönheit dazu, mit ihr in der Anderen Welt zu leben, aber als sie auf Drängen von Cú Chulainns Gattin Emer auf ihn verzichtet, verliert er den Verstand. Erst das Eingreifen Manannans, der beide Erinnerung aneinander durch seinen Zaubermantel auslöscht und Fand in sein Reich zurückholt, macht ihn wieder gesund.
Mit Muirne soll er den Helden Fionn mac Cumhaill gezeugt haben.

## Rezeption
Im Mittelalter hielt man Manannan für einen reichen Kaufmann von der Isle of Man, der aufgrund seiner Fähigkeiten als Seefahrer von den Inselkelten als ein „Gott des Meeres“ (mac Lir) bezeichnet wurde. Wahrscheinlicher jedoch ist, dass er auf eine alte keltische Gottheit zurückzuführen ist. Auf der Isle of Man wurde er unter dem Namen Mannan (beziehungsweise Mannan-beg-mac-y-Leir) verehrt. Dort opferte man ihm am Mittsommerabend grünes Gras und erflehte seinen Segen für den Fischfang und die Seefahrt. Auch glaubte man, dass er mit Hilfe seiner magischen Fähigkeiten aus Erbsenschoten eine Flotte von Kriegsschiffen erzeugen könne, um Invasoren abzuschrecken.